# Charles Mungoshi
Charles Mungoshi (n. 2 decembrie 1947, Rhodesia de Sud, Imperiul Britanic – d. 16 februarie 2019, Chitungwiza, Provincia Mashonaland East, Zimbabwe) a fost un scriitor din Zimbabwe.
1. 1 2  Charles Mungoshi, Autoritatea BnF
2. ↑  Veteran author Charles Mungoshi dies (în engleză)